# Notre-Dame-de-l'Osier
Notre-Dame-de-l'Osier és un municipi francès situat al departament de la Isèra i a la regió d'Alvèrnia-Roine-Alps. L'any 2007 tenia 504 habitants.

## Demografia

### Població
El 2007 la població de fet de Notre-Dame-de-l'Osier era de 504 persones. Hi havia 164 famílies de les quals 44 eren unipersonals (24 homes vivint sols i 20 dones vivint soles), 48 parelles sense fills i 72 parelles amb fills.
La població ha evolucionat segons el següent gràfic:
Habitants censats

### Habitatges
El 2007 hi havia 197 habitatges, 166 eren l'habitatge principal de la família, 22 eren segones residències i 9 estaven desocupats. 185 eren cases i 12 eren apartaments. Dels 166 habitatges principals, 141 estaven ocupats pels seus propietaris, 17 estaven llogats i ocupats pels llogaters i 8 estaven cedits a títol gratuït; 2 tenien una cambra, 3 en tenien dues, 21 en tenien tres, 37 en tenien quatre i 103 en tenien cinc o més. 135 habitatges disposaven pel capbaix d'una plaça de pàrquing. A 63 habitatges hi havia un automòbil i a 93 n'hi havia dos o més.

### Piràmide de població
La piràmide de població per edats i sexe el 2009 era:
| Homes | Edats   | Dones |
| ----- | ------- | ----- |
| 0     | 95 o +  | 4     |
| 0     | 90 a 94 | 8     |
| 8     | 85 a 89 | 24    |
| 8     | 80 a 84 | 12    |
| 8     | 75 a 79 | 20    |
| 0     | 70 a 74 | 12    |
| 20    | 65 a 69 | 20    |
| 12    | 60 a 64 | 0     |
| 20    | 55 a 59 | 12    |
| 12    | 50 a 54 | 16    |
| 16    | 45 a 49 | 24    |
| 8     | 40 a 44 | 4     |
| 8     | 35 a 39 | 16    |
| 12    | 30 a 34 | 8     |
| 4     | 25 a 29 | 4     |
| 16    | 20 a 24 | 0     |
| 16    | 15 a 19 | 4     |
| 16    | 10 a 14 | 4     |
| 8     | 5 a 9   | 12    |
| 8     | 0 a 4   | 4     |

## Economia

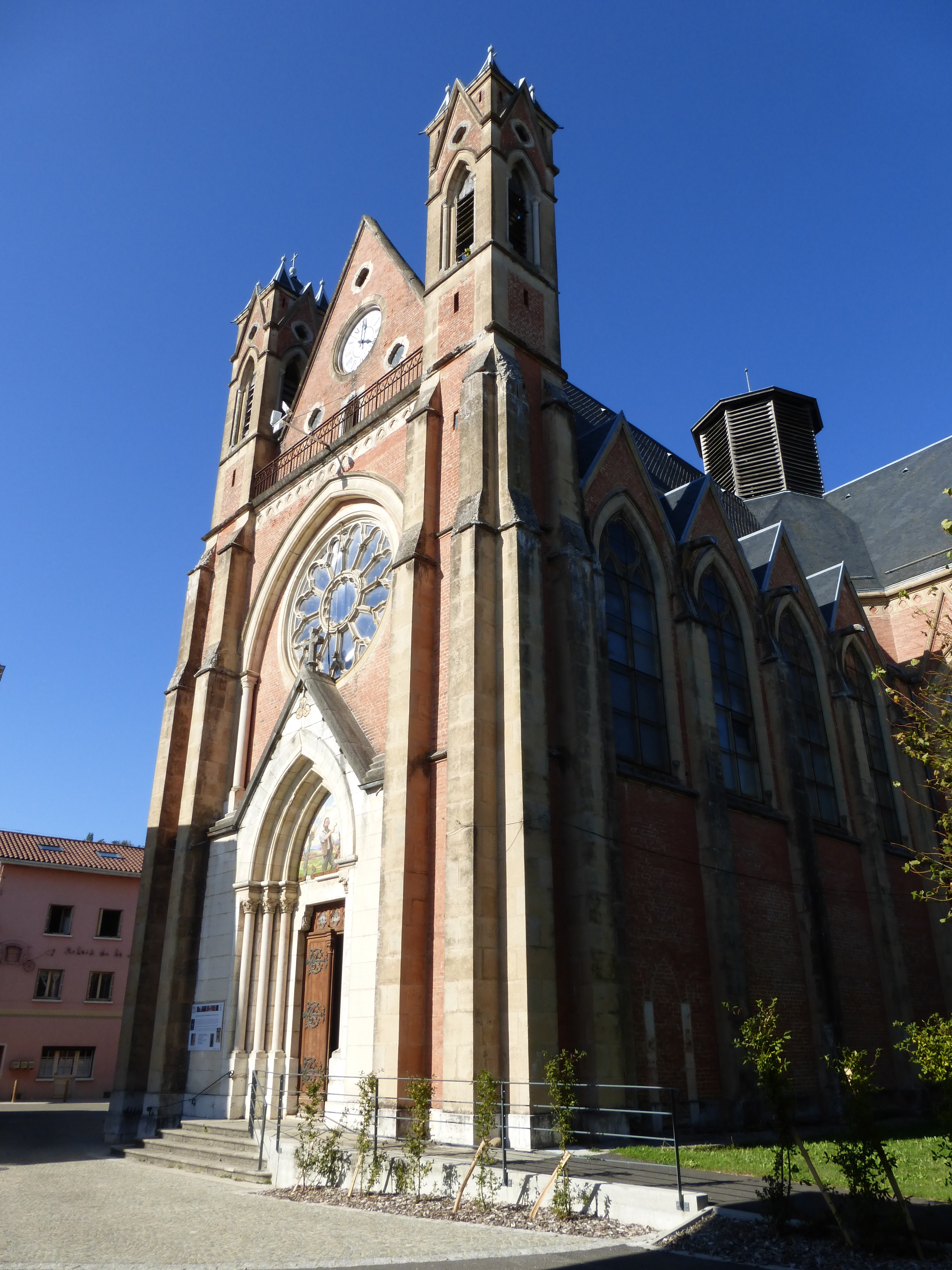
Basílica de Notre-Dame-de-l'Osier

El 2007 la població en edat de treballar era de 276 persones, 192 eren actives i 84 eren inactives. De les 192 persones actives 181 estaven ocupades (102 homes i 79 dones) i 11 estaven aturades (1 home i 10 dones). De les 84 persones inactives 36 estaven jubilades, 24 estaven estudiant i 24 estaven classificades com a «altres inactius».

### Ingressos
El 2009 a Notre-Dame-de-l'Osier hi havia 164 unitats fiscals que integraven 417 persones, la mediana anual d'ingressos fiscals per persona era de 19.451 €.

### Activitats econòmiques
Dels 12  establiments que hi havia el 2007, 1 era d'una empresa de fabricació d'altres productes industrials, 2 d'empreses de construcció, 1 d'una empresa de comerç i reparació d'automòbils, 2 d'empreses d'hostatgeria i restauració, 1 d'una empresa immobiliària, 3 d'empreses de serveis i 2 d'empreses classificades com a «altres activitats de serveis».
Dels 3 establiments de servei als particulars que hi havia el 2009, 1 era un guixaire pintor, 1 electricista i 1 agència immobiliària.
L'any 2000 a Notre-Dame-de-l'Osier hi havia 14 explotacions agrícoles que ocupaven un total de 245 hectàrees.

## Equipaments sanitaris i escolars
El 2009 hi havia una escola maternal integrada dins d'un grup escolar amb les comunes properes formant una escola dispersa.

## Poblacions properes
El següent diagrama mostra les poblacions més properes.